# Madrasostes boucomonti
Madrasostes boucomonti is een keversoort uit de familie Hybosoridae. De wetenschappelijke naam van de soort is voor het eerst geldig gepubliceerd in 1978 door Paulian.